# سیدی خطاب
سیدی خطاب (به عربی: سيدي خطاب) یک شهرداری در الجزایر است که در استان غلیزان واقع شده‌است.